# Aeropuerto de Mali Lošinj
El Aeropuerto de Mali Lošinj (en croata: Zračno pristanište Mali Lošinj) (IATA: LSZ, OACI: LDLO) es un aeropuerto situado en la isla de Lošinj, en Croacia. El aeropuerto opera tanto vuelos de cabotaje como internacionales. Su pista tiene 900 m de largo y 30 de ancho.
La pista está pavimentada con asfalto, al igual que las calles de rodaje. Dos de estas calles están ubicadas a 45° de la pista para satisfacer al tráfico actual, que consiste principalmente en pequeñas aeronaves.

Mapa que muestra la ubicación de los Aeropuertos de Croacia.